# Емілія Вашаріова
Емілія Вашаріова (18 травня 1942, Гірська Штубня, Перша Словацька Республіка) — словацька акторка театру та кіно. Закінчила Вищу школу виконавських мистецтв у Братиславі.

## Вибіркова фільмографія
- «Ось прийде кіт» (1963) — Діана
- «Червоне вино» (1976)
- «Претендент» (1987)
- «Кільце» (2001)